# Páli
Páli es un pueblo húngaro perteneciente al distrito de Csorna en el condado de Győr-Moson-Sopron, con una población en 2013 de 365 habitantes.
Se conoce su existencia desde 1220, cuando se menciona en un documento de Andrés II. En 1594, los turcos destruyeron la localidad parcialmente, pero quedó deshabitada por completo durante dos décadas. Las tropas de Gabriel Bethlen ocuparon la localidad en el siglo XVII. La iglesia parroquial del pueblo fue inaugurada en 1642.
Se ubica junto a la carretera 86, unos 15 km al suroeste de la capital distrital Csorna.